# はりぼてOS
はりぼてOSとは、川合秀実の著書「30日でできる！OS自作入門」の中で作成したオープンソースのオペレーティングシステムである。
同書の中に出てくるhelloosの発展形である。
ユーザーインターフェースは、OSASKと、ほぼ100%同じである。

## 解説
最大の特徴として、サイズが非常に小さいことが挙げられる。例えば、Windows 11のインストールには最低でも64GBが必要だが、はりぼてOSは無圧縮の状態で僅か40KBを実現しており、最低64KBの容量を有するOSASKの小ささを上回っている。

この軽量さもあり、基本的にフロッピーディスクからブートするOSだが、本の中でCD-ROMからブートする方法も同時に紹介されている。
本の出版とともに、はりぼてOSのUIを変更したり機能を追加したさまざまな読者独自のOSが公開され、「はりぼて友の会」も結成された。